# جامع الفتاح
جامع الفتاح، يقع في مدينة بيجي شمال تكريت في العراق. شيد بأمر من الرئيس العراقي الراحل صدام حسين وافتتح عام 1998 ميلاديا، وهو واحد من سلسلة جوامع شيدت في تلك الفترة في العراق ضمن خطة قام بها الرئيس صدام حسين لبناء جوامع في العراق على عدد أسماء الله الحسنى. وهو بناء ضخم جدا ومساحة كبيرة ويتكون من عدد من القاعات مثل : قاعة الاحتفالات الإسلامية، والمناسبات، وقاعة العزاء، وقاعة تعليم القران الكريم، وغيرها. وفي الخارج ساحة كبيرة مزروعة، وساحة لوقوف السيارات أيضا.